# پایی خیل
پایی خیل (به انگلیسی: Paikhel) یک شهرک در پاکستان است که در ناحیه میانوالی واقع شده‌است.